# Markus Stoffel (Umweltwissenschaftler)
Markus Stoffel (* 28. April 1974 in Visp) ist ein Schweizer Umweltwissenschafter und Professor für Klimafolgen und Klimarisiken an der Universität Genf.

## Werdegang
Markus Stoffel wuchs in Visp (Wallis) auf und schloss sein Abitur 1994 am Kollegium Spiritus Sanctus in Brig ab. Bis 1999 studierte er Geographie an der Universität Fribourg. Seine Diplomarbeit schrieb er zum Thema Klimaveränderungen als Herausforderung für die Raumplanung der Vispertäler. Die Diplomarbeit war Teil eines Syntheseberichts zum Nationalen Forschungsprogramm (NFP) 31 Klimaänderungen und Naturkatastrophen des Schweizerischen Nationalfonds (SNF) und wurde beim vdf Hochschulverlag an der ETH Zürich veröffentlicht.
Im Jahr 2011 habilitierte Markus Stoffel an der Universität Bern und war dort bis 2016 als Privatdozent am Institut für Geologie tätig. Daneben arbeitete er ab 2006 als Dozent und Assistant Professor an der Universität Genf. Im Jahr 2017 wurde er dort zum ordentlichen Professor für Klimafolgen und Klimarisiken berufen und wirkt seither am Institut des Sciences de l'Environnement, dem Département F.-A. Forel und dem Département des Sciences de la Terre der Universität Genf.
Markus Stoffel ist zudem Gründer und Direktor des dendrolab.ch - The Swiss Tree-Ring Lab, das klimatische, ökologische und geomorphologische Prozesse anhand von Jahrringen von Bäumen und mehrjährigen Sträuchern untersucht.
2018 wurde er zum Mitglied der Academia Europaea gewählt.

## Forschung und wissenschaftliche Tätigkeit
Die Forschung von Markus Stoffel und seiner Arbeitsgruppe konzentriert sich auf die Auswirkungen und Risiken des Klimawandels, mit dem Ziel, Prozesse und Treiber des Wandels zu verstehen, zu dokumentieren und zu quantifizieren. Die Gruppe beobachtet, dokumentiert und analysiert Umwelt- und Klimaveränderungen sowohl auf der lokalen als auch auf der hemisphärischen Skala und deckt dabei tägliche bis saisonale, dekadische, hundertjährige und tausendjährige Zeiträume ab.
Die wissenschaftliche Tätigkeit des C-CIA Teams konzentriert sich dabei auf die Auswirkungen des Klimawandels auf hydrogeomorphologische und gravitative Prozesse im Gebirge und in hohen Breiten sowie auf die Dendroökologie und Holzanatomie von Bäumen und Sträuchern.
Laufende Forschungsprojekte befassen sich mit den Auswirkungen der Klimaveränderung auf periglaziale Massenbewegungen, den  Auswirkungen von Vulkanausbrüchen auf das Klima (Temperatur, Niederschlag), der Entwicklung des Klimas und der Hochmoore im Holozän sowie den Auswirkungen von Klima- und globalen Veränderungen auf die Biodiversität. Die Untersuchungen erfolgen vorab in den Alpen, im Himalaya, Zentralasien und den Anden.
Als Forschungsthemen werden die folgenden angegeben:
- Auswirkungen und Risiken des Klimawandels, insbesondere Größen-Frequenz-Beziehungen von Massenbewegungsprozessen: Murgang, Steinschlag, Schneelawinen, Rutschungen, Hochwasser, Gletscherseeausbrüche
- Klima-Kryosphäre-Interaktionenen und deren Auswirkungen auf den Wasserhaushalt
- Klimatische Auswirkungen großer tropischer Vulkanausbrüche auf die Gesellschaft (Temperatur, Niederschlag, ozeanische Zirkulationen, Subsistenzwirtschaft)
- Alpine Meteorologie und Klimatologie (Niederschlag, Schwellenwerte, Extremereignisse)
- Klimaanpassungs- und Minderungsstrategien, integrales Naturrisikomanagement

Markus Stoffel ist Mitglied des wissenschaftlichen Beirats der Interpraevent und im Ausschuss der Fachleute Naturgefahren Schweiz. Zudem präsidiert er seit 2020 die Forschungskommission des Schweizerischen Nationalparks.

## Auszeichnungen
Die Arbeiten von Markus Stoffel wurden mehrfach ausgezeichnet. Sein erster wissenschaftlicher Artikel wurde 2005 mit dem CHGEOL Award ausgezeichnet, für seine Dissertation erhielt er 2006 den Preis für die beste Arbeit in experimenteller Wissenschaft der Universität Fribourg.
Im Jahr 2010 verlieh ihm die die Universitatea Babeş-Bolyai in Cluj-Napoca eine Ehrenprofessur Professor honoris causa für seine Arbeiten auf dem Gebiet der Dendrogeomorphologie.
2015 verlieh ihm die American Association of Geographers (AAG) anlässlich der Tagung in Chicago den Denali Recent Achievement Award for excellence in research on climate impacts on mass movements, 2016 erhielt er in Mendoza den José Boninsegna Frontiers in Dendrochronology Award for significant contributions to cutting‐edge science in dendrochronology der International Tree-Ring Society.

## Veröffentlichungen (Auswahl)
- mit vielen: Climate reverses directionality in the richness–abundance relationship across the World’s main forest biomes. In: Nature Communications. Band 11, Nr. 1, 6. November 2020, S. 5635, doi:10.1038/s41467-020-19460-y, PMID 33159062, PMC 7648646 (freier Volltext).
- mit Loïc Francon, Christophe Corona, Irène Till‐Bottraud, Bradley Z. Carlson: Some (do not) like it hot: shrub growth is hampered by heat and drought at the alpine treeline in recent decades. In: American Journal of Botany. Band 107, Nr. 4, 2020, ISSN 1537-2197, S. 607–617, doi:10.1002/ajb2.1459.
- mit J. A. Ballesteros-Cánovas, D. Trappmann, J. Madrigal-González, N. Eckert: Climate warming enhances snow avalanche risk in the Western Himalayas. In: Proceedings of the National Academy of Sciences. Band 115, Nr. 13, 27. März 2018, ISSN 0027-8424, S. 3410–3415, doi:10.1073/pnas.1716913115, PMID 29535224, PMC 5879669 (freier Volltext).
- mit Christophe Corona: Future winters glimpsed in the Alps. In: Nature Geoscience. Band 11, Nr. 7, Juli 2018, ISSN 1752-0908, S. 458–460, doi:10.1038/s41561-018-0177-6.
- mit Myriam Khodri, Christophe Corona, Sébastien Guillet, Virginie Poulain: Estimates of volcanic-induced cooling in the Northern Hemisphere over the past 1,500 years. In: Nature Geoscience. Band 8, Nr. 10, Oktober 2015, ISSN 1752-0908, S. 784–788, doi:10.1038/ngeo2526.
- mit Andreas Gobiet, Sven Kotlarski, Martin Beniston, Georg Heinrich, Jan Rajczak: 21st century climate change in the European Alps—A review. In: Science of The Total Environment. Band 493, 15. September 2014, S. 1138–1151, doi:10.1016/j.scitotenv.2013.07.050.
- mit Christophe Corona: Dendroecological Dating of Geomorphic Disturbance in Trees. In: Tree-Ring Research. Band 70, Nr. 1, Januar 2014, ISSN 1536-1098, S. 3–20, doi:10.3959/1536-1098-70.1.3.
- mit Annina Sorg, Tobias Bolch, Olga Solomina, Martin Beniston: Climate change impacts on glaciers and runoff in Tien Shan (Central Asia). In: Nature Climate Change. Band 2, Nr. 10, Oktober 2012, ISSN 1758-678X, S. 725–731, doi:10.1038/nclimate1592.
- mit Christian Huggel: Effects of climate change on mass movements in mountain environments. In: Progress in Physical Geography. 13. März 2012, doi:10.1177/0309133312441010.
- mit T. Bolch, A. Kulkarni, A. Kääb, C. Huggel, F. Paul, J. G. Cogley, H. Frey, J. S. Kargel, K. Fujita, M. Scheel, S. Bajracharya: The State and Fate of Himalayan Glaciers. In: Science. Band 336, Nr. 6079, 20. April 2012, ISSN 0036-8075, S. 310–314, doi:10.1126/science.1215828.